# Pedro Antonio de Alarcón
Pedro Antonio de Alarcón (Guadix, 10. ožujka 1833. – Valedmoro pokraj Madrida, 10. srpnja 1891.), španjolski romanopisac i novelist.
Postao je poznat dijelom "Dnevnik jednog svjedoka u afričkom ratu". Njegovi romani i novele daju živu sliku španjolskog društva njegova vremena. Najuspjelije mu je djelo "Trorogi šešir", koje je obrađeno i kao balet.